# 大田区立矢口小学校
大田区立矢口小学校（おおたくりつ やぐちしょうがっこう）は、東京都大田区多摩川1丁目にある区立小学校である。

## 沿革
- 1878年（明治11年）5月17日 - 東京府管内第二中学区第三十番公立薫泉学校として設立（後に薫泉尋常小学校と改称）[1]。
- 1880年（明治13年）6月1日 - 薫泉分校設立（後に明林尋常小学校として独立）。
- 1891年（明治24年）
  - 4月1日 - 薫泉尋常小学校・明林尋常小学校が合併して、東京府荏原郡矢口尋常小学校として、安方323番地に設置。
  - 6月1日 - 教員4名と児童120名で授業開始（この日を開校記念日とする）。
- 1908年（明治41年）4月1日 - 矢口尋常小学校と改称。
- 1917年（大正6年）
  - 6月1日 - 校章制定[2]。
  - 6月8日 - 矢口尋常高等小学校と改称。
  - 6月9日 - 矢口西尋常小学校開校に伴い、一部児童を転籍。
- 1922年（大正11年）4月1日 - 現在地に校舎新築。
- 1927年（昭和2年）10月1日 - 矢口東尋常小学校（現：矢口東小学校）開校に伴い、一部児童を転籍。
- 1938年（昭和13年）4月1日 - 道塚尋常小学校開校に伴い、一部児童を転籍。
- 1941年（昭和16年）4月1日 - 国民学校令により、東京市矢口国民学校と改称。
- 1943年（昭和18年）7月1日 - 東京都制施行により、東京都矢口国民学校と改称。
- 1944年（昭和19年）9月4日 - 戦局の悪化により、学童集団疎開開始。
- 1947年（昭和22年）4月1日 - 学校教育法（旧法）施行により、東京都大田区立矢口小学校と改称。
- 1949年（昭和24年）9月1日 - PTA設立。
- 1955年（昭和30年）6月1日 - 校歌制定。（作詞：藤浦洸、作曲：佐々木すぐる[2]）
- 1956年（昭和31年）4月6日 - 多摩川小学校開校に伴い、一部児童を転籍。
- 1959年（昭和34年）8月4日 - プール完成。
- 1969年（昭和44年）4月1日 - 大田区立矢口幼稚園を併設園として開設。
- 1981年（昭和56年）6月2日 - 創立90周年記念式典挙行。同日、「校歌碑」校旗新調する。
- 1989年（平成元年）3月31日 - 大田区立矢口幼稚園閉園。
- 1993年（平成5年）2月22日 - 生活科広場・果樹園完成。
- 2000年（平成12年）11月16日 - 創立100周年記念式典挙行。「記念碑」建立。
- 2001年（平成13年）11月17日 - 開校110周年記念式典挙行。
- 2004年（平成16年）4月1日 - 文部科学省より、研究開発学校「ものづくり科」の指定を受ける。
- 2011年（平成23年）
  - 11月17日 - 120周年記念児童集会を行う。
  - 11月19日 - 120周年記念式典挙行。
- 2015年（平成27年）4月1日 - 特別支援教室開設。

## 通学区域
- 多摩川1丁目（1番・2番の一部・4～36番）・2丁目（3～9番・12～20番・25～30番）、東矢口2丁目（2～8番・13～16番・19番）、池上7丁目（24番・27番・28番・31番）・8丁目（20～27番）[3]

## 出身者
- 加地春花（バレーボール選手：トヨタ車体クインシーズ）

## アクセス
- 東急電鉄東急多摩川線矢口渡駅から、徒歩約200m・約3分。
- 東急バス「反01」系統・大田区コミュニティバス「たまちゃんバス」で「矢口小学校」バス停から、徒歩約250m・約4分。

## 周辺
- 国道1号
- 東京都道311号環状八号線
- 多摩堤通